# ليونيل كلارك
ليونيل كلارك (11 أكتوبر 1972 بشفيلد في المملكة المتحدة - ) (بالإنجليزية: Lionel Clarke)‏ هو لاعب كريكت بريطاني.

## وصلات خارجية
- ليونيل كلارك على موقع إي آس بي آن كريك إنفو (الإنجليزية)